# Língua quíchua cajamarca
Quíchua Cajamarca é uma variedade da língua quíchua faladas no distritos de Chetilla, Baños del Inca e Cajamarca (Porcón]) na província de mesmo nome no Peru, ao longo da costa noroeste do Peru.
Nunca foi falado em toda a região, onde outras línguas indígenas como Kulyi, línguas jivaroanas, ou Mochica eram faladas.
Quíchua Cajamarca está gravemente ameaçada, já que quase nenhuma criança está aprendendo agora.
Quíchua Cajamarca pertence família Quíchua II, subgrupo das Cajamarca–Cañaris (Quíchua II a, Yunkay, sendo mais próxima do Quíchua Lambayeque com o qual possui 94% de similaridade lexical. Félix Quesada publicou a primeira gramática e dicionário em 1976.

## Escrita
A forma do alfabeto latino não apresenta as letras F e X. Usam-as as formas Ch, Ch’, Sh, Ah’, Zh.

## Fonologia
São só três os sons vogais: /a, i, u/
|           |           | Bilabial | Alveolar | Alveólo-Palatal | Retroflex | Palatal | Velar | Uvular |
| --------- | --------- | -------- | -------- | --------------- | --------- | ------- | ----- | ------ |
| Oclusiva  | Oclusiva  | p        | t        |                 |           |         | k     | q      |
| Africada  | surdas    |          |          | t͡ʃ              | ʈʂ        |         |       |        |
| Africada  | sonoras   |          |          | d͡ʒ              |           |         |       |        |
| Fricativa | surdas    |          | s        | ʃ               | ʂ         |         | x     |        |
| Fricativa | sonoras   |          |          |                 | ʐ         |         |       |        |
| Nasal     | Nasal     | m        | n        |                 |           | ɲ       |       |        |
| Semivogal | Semivogal |          | l        |                 |           | j       | w     |        |
| Vibrante  | Vibrante  |          | ɾ        |                 |           |         |       |        |

## Amostra de texto
Yumbay ollqokuna, warmikuna pullalla kashun leyninchiqkunawan. Manam ni pipapis kriyadunchu kanchiqllapa. Suqninchiq, suqninchiq atinchiqllapa yuyayta "imam alli, imam mana allichu" nishpa. Chayshina kaptin, shumaqta tiyashunllapa suq ayllushinalla.
Português
Todos os seres humanos nascem livres e iguais em dignidade e direitos. Eles são dotados de razão e consciência e devem agir uns para com os outros com espírito de fraternidade. (Artigo 1º da Declaração Universal dos Direitos Humanos)